# Paleolítico Inferior

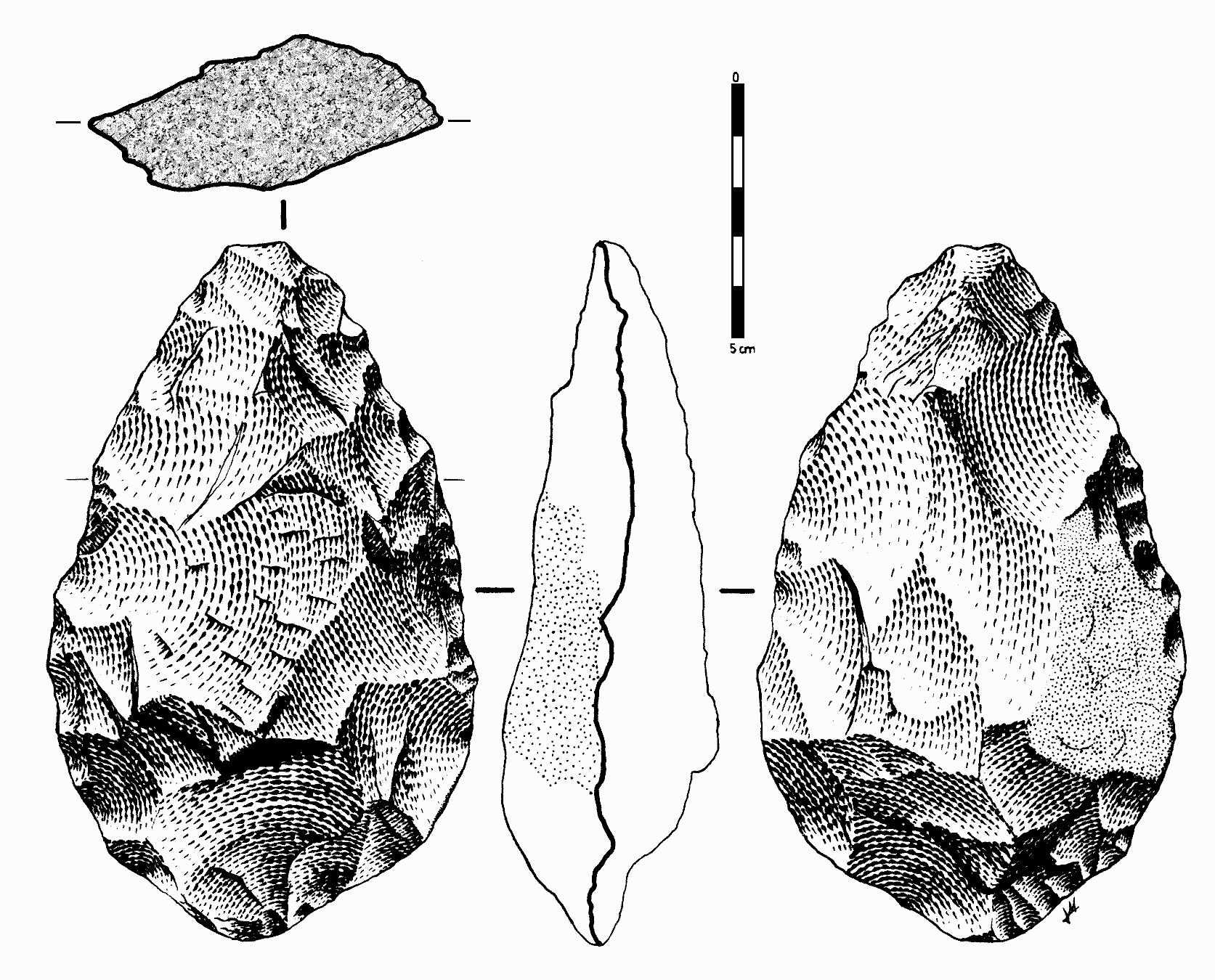
Biface do Paleolítico Inferior proveniente da Espanha

O Paleolítico Inferior é a mais antiga subdivisão do Paleolítico, sendo o período mais antigo da Pré-História dos humanos. Segundo descobertas de 2015 existem indícios que teve início há cerca de 3,3 milhões de anos, quando as mais antigas evidências conhecidas da produção de ferramentas de pedra por homininos aparecem no registro arqueológico atual, e durou até há cerca de 300 mil anos, quando mudanças importantes nas culturas materiais humanas, exemplificadas pela transição da indústria lítica denominada Olduvaiense para a Acheuliana, levaram historiadores e arqueólogos a demarcarem uma nova divisão, o Paleolítico Médio.
Os mais antigos hominídeos, os australopitecínios, não eram utilizadores avançados de ferramentas de pedra e é provável que fossem presas de animais maiores. Utilizavam machados de mão e viviam a céu aberto, próximos a vales de rios.
Os primeiros fósseis do género Homo surgem a menos de três milhões de anos.
O Homo habilis, como os da Garganta de Olduvai, é muito mais semelhante aos humanos modernos. Acreditava-se que o uso de ferramentas de pedra havia sido desenvolvido por esta espécie por volta de há 2,5 milhões de anos, antes de serem substituídos pelo Homo erectus, há cerca de 1,5 milhões de anos. Evidências arqueológicas no sítio de Lomekwi comprovaram o uso de ferramentas de pedra por homininos anteriores ao gênero Homo.

## Eventos geológicos
- Há cerca de 650 mil anos - Glaciação de Günz
- Há cerca de 450 mil anos - Glaciação Mindel